# Косуелос-де-Фуентідуенья
Косуелос-де-Фуентідуенья (ісп. Cozuelos de Fuentidueña) — муніципалітет в Іспанії, у складі автономної спільноти Кастилія-і-Леон, у провінції Сеговія. Населення — 150 осіб (2010).
Муніципалітет розташований на відстані близько 110 км на північ від Мадрида, 49 км на північ від Сеговії.

## Демографія
Динаміка населення (INE ):

## Галерея зображень

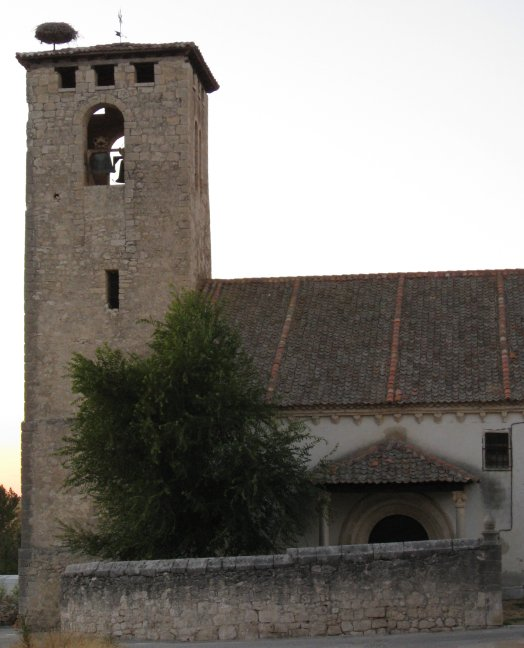
Церква Нуестра-Сеньйора-де-ла-Асунсьйон